# Recco
Recco (Recco in ligure, Ricina o Recina in latino) è un comune italiano di 9 294 abitanti della città metropolitana di Genova in Liguria.

## Geografia fisica
Situato nella riviera di Levante, l'abitato di Recco si estende allo sbocco della valle del torrente omonimo, in una piccola insenatura del Golfo Paradiso, a ovest del promontorio di Portofino, tra gli abitati di Sori e Camogli.
Tra le vette del territorio spicca il monte Orsena (614 m).
L'Istat classifica il comune come appartenente alla zona altimetrica collina litoranea, ovvero una zona con presenza di rilievi modesti (altitudini massime superiori ai 300 m ma inferiori ai 600 m).

## Storia
Abitata in epoca pre-romana dalla popolazione dei Casmonati, della famiglia dei Liguri. Venne conquistata dai Romani che fondarono il borgo con il nome di Recina o Ricina. Divenne pertanto un importante castrum romano sulla Via Aurelia.
Durante l'Alto Medioevo si costituì la prima pieve ambrosiana sul territorio, una delle quattro già presenti nei vicini comuni di Camogli, Uscio e Rapallo. La pieve, costruita per merito del vescovo di Genova, venne assegnata (così come le altre tre) al vescovo di Milano presente nel territorio ligure dal 568 durante l'invasione longobarda.
Seguì nel Medioevo e in epoca moderna la storia della Repubblica di Genova, divenuta proprietaria del borgo e dei suoi comuni vicini a partire dal XII secolo. La repubblica la eresse come nuova podesteria locale e dal 1513 sede di capitaneato con giurisdizione sui vicini territori del Golfo Paradiso e l'entroterra dell'alta val Fontanabuona.
Subì, come la vicina Rapallo, le incursioni e le devastazioni dei pirati turchi nel 1557 e nel 1646, con lutti, furti ed il rapimento di giovani abitanti resi in schiavitù nei paesi mediorientali. 
Nei secoli la vicinanza e la convivenza con il mare fece sì che gli abitanti diventassero abili costruttori nel settore marinaro, in particolare nella costruzione di navi, velieri e galee che andarono ad aggiungersi alla flotta della repubblica genovese.
Fu interessata come lo stato genovese dagli eventi della guerra di successione austriaca nel 1747. 
Con la nuova dominazione francese di Napoleone Bonaparte rientrò dal 2 dicembre 1797 nel dipartimento del Golfo del Tigullio, con capoluogo Rapallo, all'interno della Repubblica Ligure. Dal 28 aprile 1798 con i nuovi ordinamenti francesi, Recco rientrò nel I cantone, come capoluogo, della giurisdizione della Frutta e dal 1803 centro principale del VI cantone della Frutta nella giurisdizione del Centro. Annesso al Primo Impero francese dal 13 giugno 1805 al 1814 venne inserito nel dipartimento di Genova.
Nel 1815 fu inglobato nel Regno di Sardegna, così come stabilì il congresso di Vienna del 1814, e successivamente nel Regno d'Italia dal 1861.
Dal 1859 al 1926 il territorio fu compreso nel VI mandamento omonimo del circondario di Genova dell'allora provincia di Genova.
La cittadina fu gravemente danneggiata nella seconda guerra mondiale dai bombardamenti aerei degli Alleati tra il 10 novembre 1943 al 28 giugno 1944. Secondo le fonti storiche dell'epoca il paese fu colpito ventisette volte provocando, oltre alle 127 vittime civili e altrettanti feriti, la distruzione di oltre il 90% dell'originario abitato urbano. Il primario obiettivo di tali bombardamenti fu il viadotto ferroviario sovrastante la città che con la sua distruzione, assieme a quello presente nel comune tigullino di Zoagli, isolarono di fatto l'intero territorio e la riviera levantina dal capoluogo regionale. Nell'immediato dopoguerra si avviarono i lavori per la ricostruzione "ex novo" con medie dimensioni, sicuramente urbanizzata a "misura d'uomo", ma facendo scomparire per sempre prove e testimonianze della sua antica origine. Per tale episodio storico la città è stata insignita della medaglia d'oro al merito civile con decreto presidenziale del 1992.
Oggi è una rinomata località turistica del Golfo Paradiso, una sorta di porta di accesso dal capoluogo verso la Riviera di Levante e il Tigullio.
Nel 2000 con decreto presidenziale datato all'8 settembre il Presidente della Repubblica Carlo Azeglio Ciampi ha insignito il Comune di Recco del titolo di Città.

### Simboli
Stemma
Gonfalone
Bandiera

Lo stemma e il gonfalone sono stati concessi con il decreto del presidente della Repubblica del 16 aprile 2002. 

## Monumenti e luoghi d'interesse

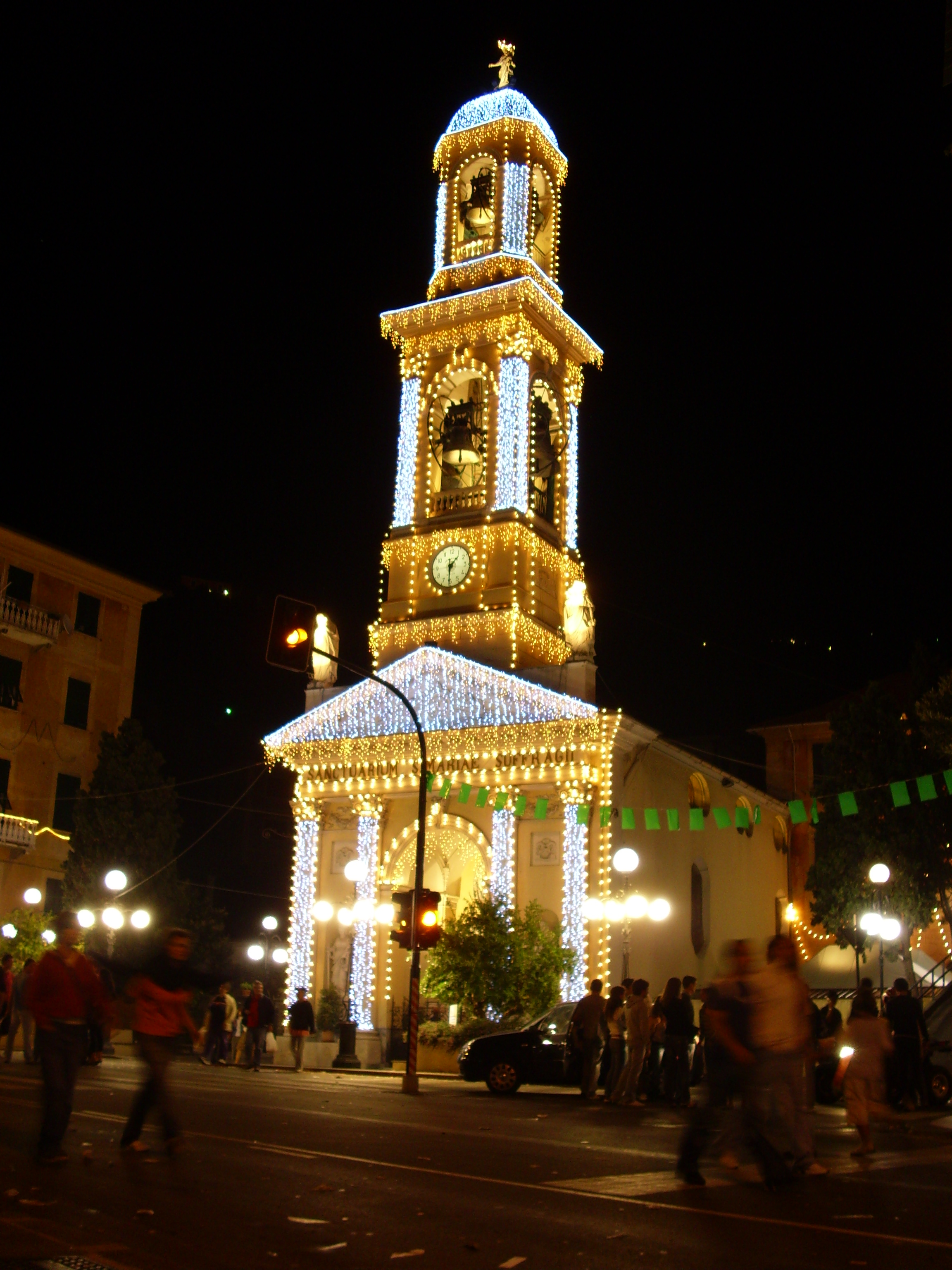
Il santuario di Nostra Signora del Suffragio illuminato per le festività patronali dell'8 settembre

### Architetture religiose
- Santuario di Nostra Signora del Suffragio, nel capoluogo, del XVIII secolo.
- Oratorio di Nostra Signora del Suffragio, adiacente al santuario omonimo. Già dedicato a san Martino, la sua edificazione avvenne a partire dal 1620. Al suo interno è conservata la statua Madonna col Bambino; gli altari laterali sono dedicati al santo di Tours e al Santo Crocifisso.
- Chiesa parrocchiale di San Giovanni Battista. Già antico edificio di culto del borgo recchelino, l'odierna struttura parrocchiale fu interamente ricostruita tra gli anni quaranta e cinquanta del XX secolo dopo i massicci bombardamenti aerei che si verificarono il 10 novembre e il 27 dicembre 1943 durante la seconda guerra mondiale.
- Complesso conventuale di San Francesco nel capoluogo. Edificato nel 1496 e completamente ricostruito con lo stile originario nel secondo dopoguerra.
- Santuario di San Michele e del Santissimo Crocifisso nel capoluogo. Risalente al XVI secolo-XVIII secolo, è sede di una delle più antiche confraternite della Liguria, fondata nel 1399.
- Cappella di Nostra Signora di Caravaggio lungo la strada provinciale 333 di Uscio, edificata nel corso dell'Ottocento.
- Chiesa di Nostra Signora del Fulmine e San Bartolomeo Apostolo nella frazione di Cotulo. Probabilmente di origine antica, venne citata in alcuni scritti della prima metà del Settecento. L'edificio venne ampliato e ingrandito nel 1756 e ancora nel 1791 (come reca una scritta in facciata). Nel 1792 fu portato a compimento l'attiguo campanile.
- Chiesa dell'Ascensione nella frazione di Faveto, già citata nella visita apostolica di monsognor Francesco Bossi nel 1582.
- Chiesa parrocchiale di Nostra Signora delle Grazie nella frazione di Megli. All'interno è conservata una presunta reliquia: una spina della corona di Gesù.
- Chiesa di Ognissanti nella frazione di Mulinetti. L'edificio venne edificato tra gli anni cinquanta e sessanta del Novecento su progetto dell'ingegnere Gianfranco Gozzi.
- Chiesa parrocchiale di San Martino, nella frazione di Polanesi. All'interno è presente un pregevole organo a canne.
- Chiesa parrocchiale di San Rocco, nella frazione omonima. All'interno dell'edificio sono presenti tre altari dedicati a san Rocco, alla Nostra Signora degli Angeli e ai santi Giacomo e Filippo.

### Architetture civili

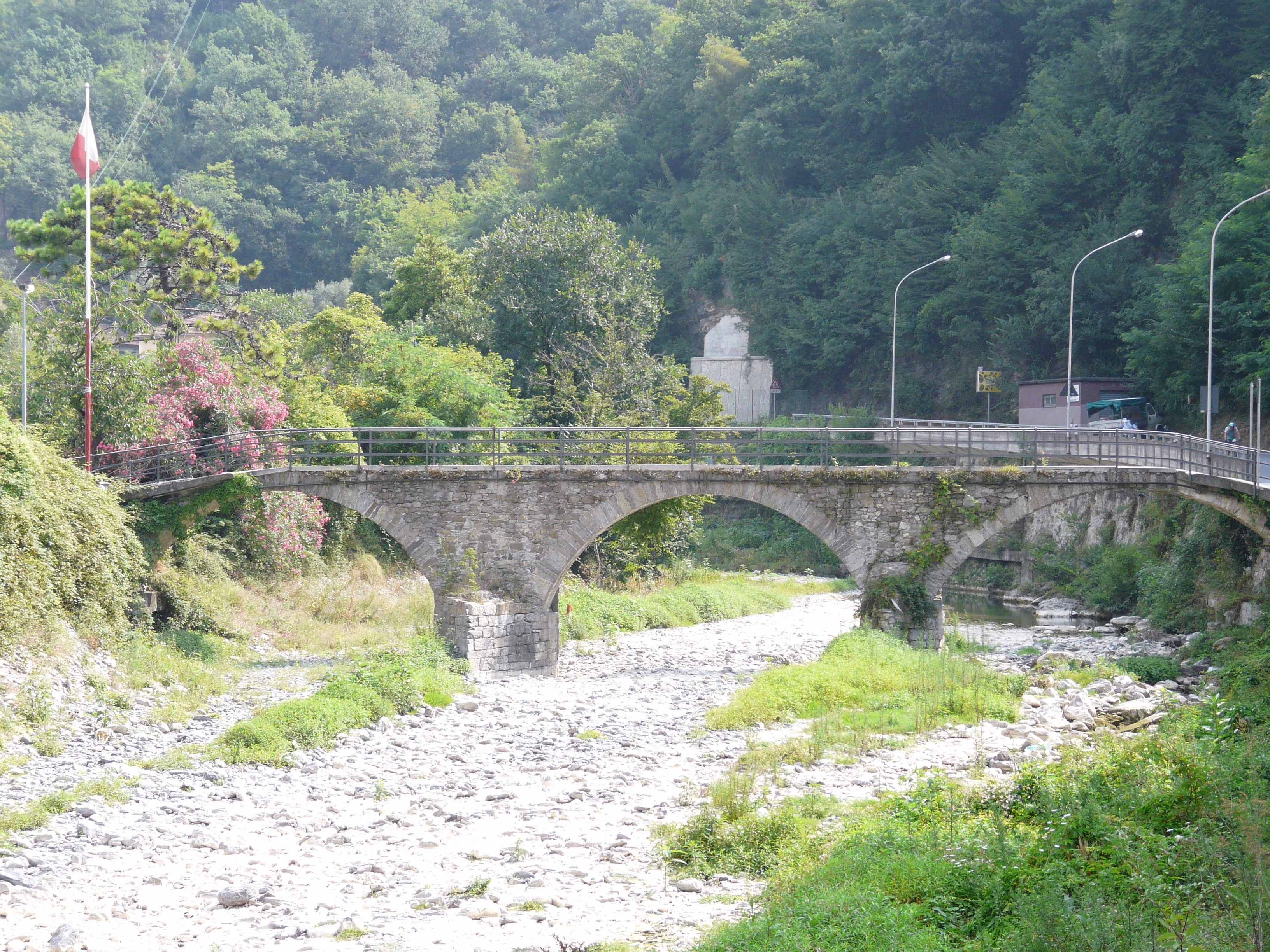
Il ponte medievale di Verzemma

- Villa Dufour nella frazione di Mulinetti. Eretta nel 1894 per volontà di Agostino Mortola, villa Dufour si caratterizza per la sua particolare articolazione degli spazi, divisi tra il giardino affacciato sul mare e la zona a monte dove sorgono i terrazzamenti. Dallo stile architettonico molto vario, che spazia dal neo manierismo al neo barocco, la villa prende il nome dall'imprenditore francese Laurent Dufour, che nel 1908 ne acquisì la proprietà; tutt'oggi l'edificio è di proprietà della famiglia Dufour. Patrocinata dal FAI, la struttura è stata restaurata recentemente ed è oggi visitabile.
- Villa Tigellius nella frazione di Mulinetti. Singolare castello in stile neogotico con annesso grande giardino botanico, fu realizzata nel 1898 per la famiglia Peirano dall'architetto genovese Marco Aurelio Crotta. Negli anni sessanta fu donata al Comune di Milano che la trasformò in casa vacanze per studenti.
- Villa Borgo Pace, nella frazione di Polanesi, dove risiedette insieme alla famiglia Goffredo Mameli, che qui compose i versi del Canto degli Italiani[8][9].
- Ponte medievale presso il quartiere di Verzemma. La struttura, risalente al XIII secolo, è in pietra e a tre arcate sovrastante il torrente Recco.

### Architetture militari
- Torre di difesa, nei pressi di villa Capurro Bastia, edificata nel corso dell'XI secolo.

## Società

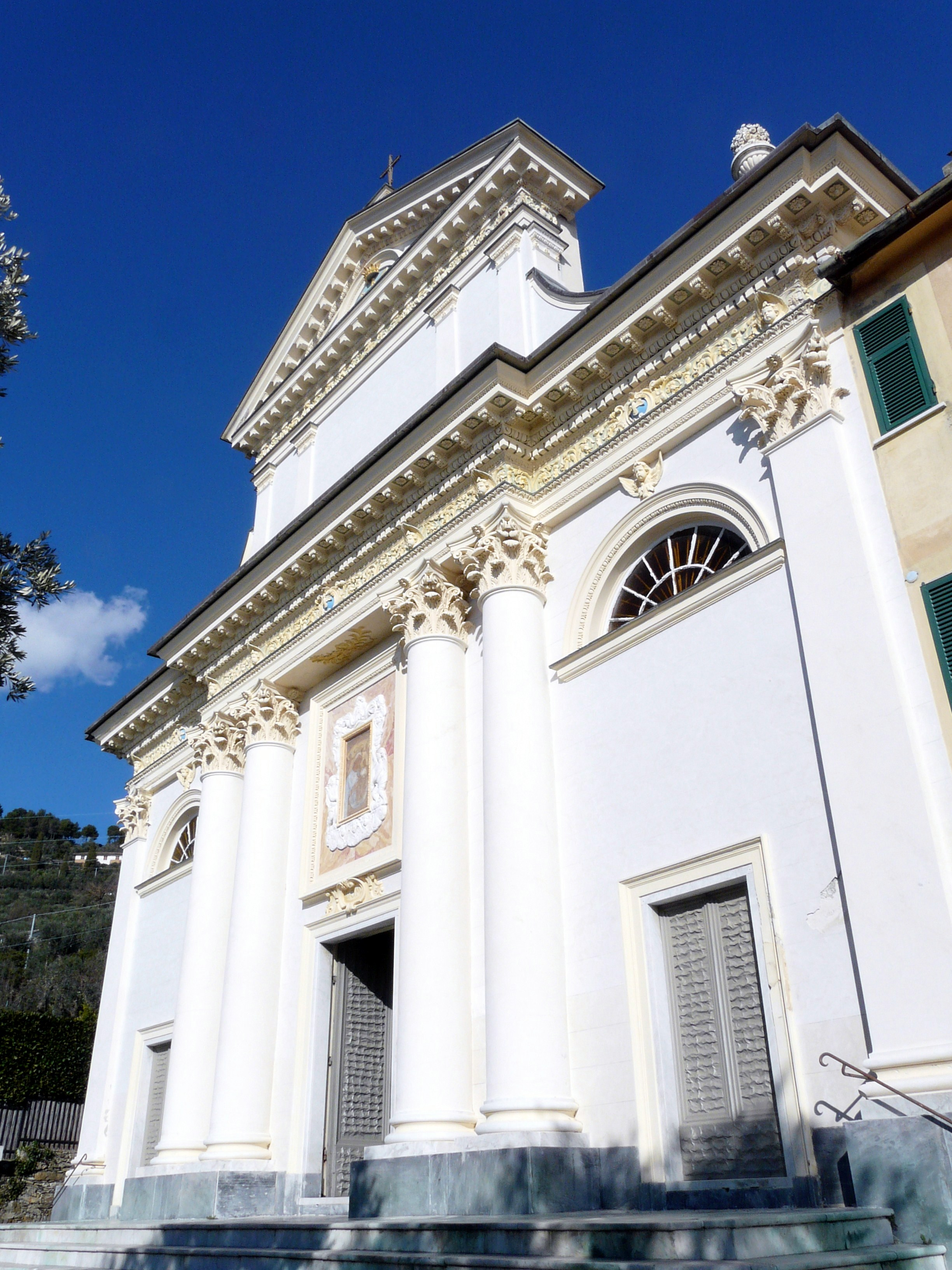
La chiesa di Nostra Signora delle Grazie presso la frazione di Megli

### Evoluzione demografica
Abitanti censiti

### Etnie e minoranze straniere

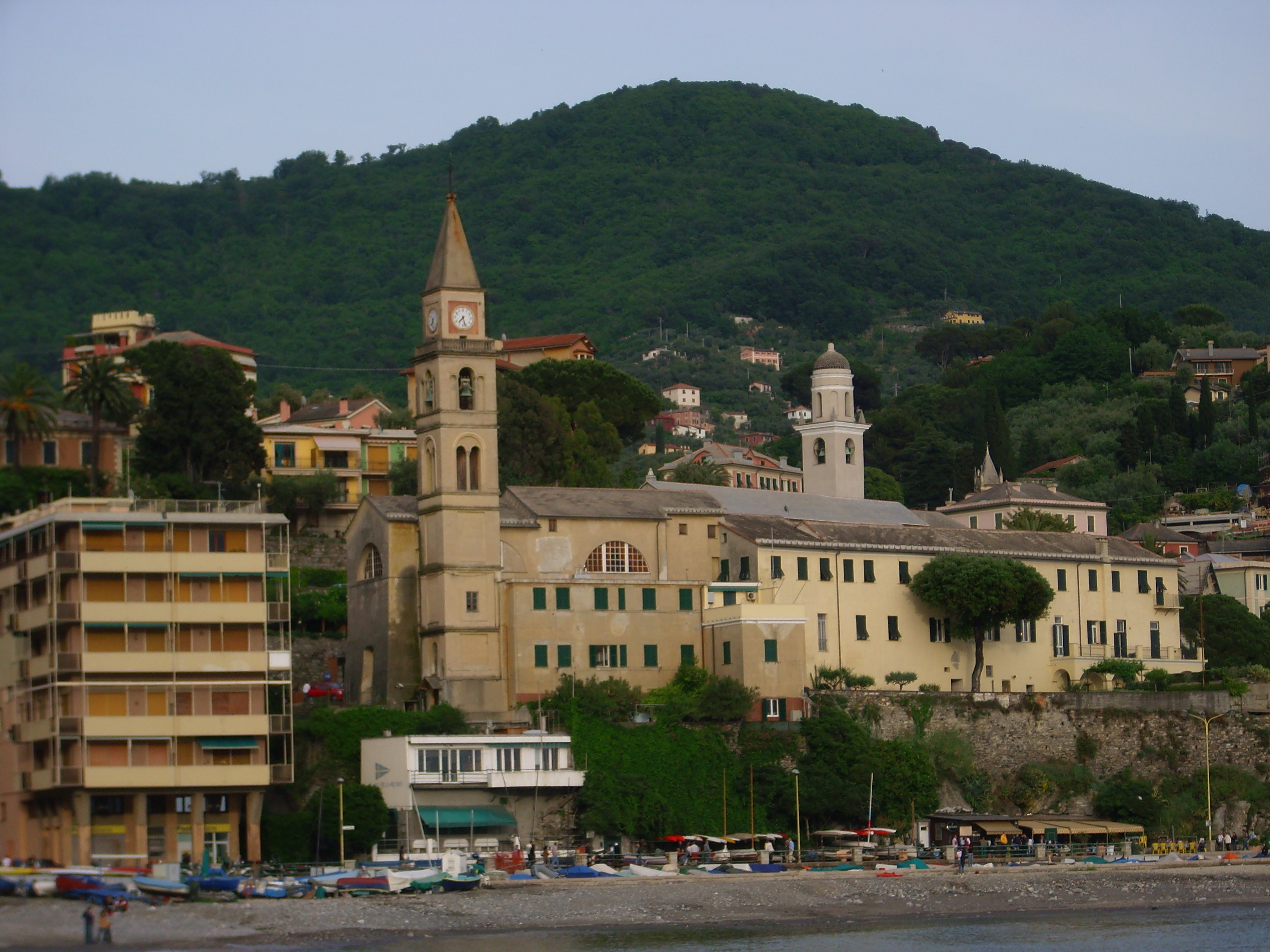
Il santuario di San Michele e del Santissimo Crocifisso

Secondo i dati Istat al 31 dicembre 2022, i cittadini stranieri residenti a Recco sono 496, così suddivisi per nazionalità, elencando per le presenze più significative:
1. Albania, 89
2. Ecuador, 63
3. Romania, 53
4. Cina, 31
5. Egitto, 28
6. Moldavia, 24
7. Ucraina, 22
8. Marocco, 20

### Religione
Secondo le disposizioni imposte dagli ordini ecclesiastici cattolici (Santa Sede e parrocchia) e statali (comune di Recco) la cittadina avrebbe ufficialmente come santo patrono il vescovo Giovanni Bono, quest'ultimo forse nativo di Recco (anche se altre fonti riportano la sua natalità nella vicina Camogli), la cui ricorrenza religiosa cade il 10 gennaio. Tuttavia, dal 1996, gli abitanti recchesi in una sorta di "referendum popolare" hanno eletto come unica patrona del comune la Madonna del Suffragio (localmente detta "la Suffragina") festeggiata dalla popolazione nei giorni del 7 e 8 settembre.

### Istituzioni, enti e associazioni
Il Comune di Recco ha dato inizio al progetto "C.C.R.- Consiglio Comunale dei Ragazzi" che consiste nella creazione di un organo comunale formato da soli ragazzi che esprimono le loro idee e le propongono al Consiglio comunale per migliorare il paese, e per renderlo a "misura di ragazzo". A tale progetto partecipano le classi quarte e quinte della scuola primaria e le classi della scuola secondaria di primo grado di Recco.

#### Sindaci dei ragazzi
2024-2025 Cristiano Capurro
2023-2024 Nicolò Gabarra
2022-2023 Alice Lacqua
2021-2022 Giorgia Bellotti 
2020-2021 Pietro Speroni
2018-2019 Giorgia Piaggio
2017-2018 Elena De Franchi
2016-2017 Nicolas Albarello

## Cultura

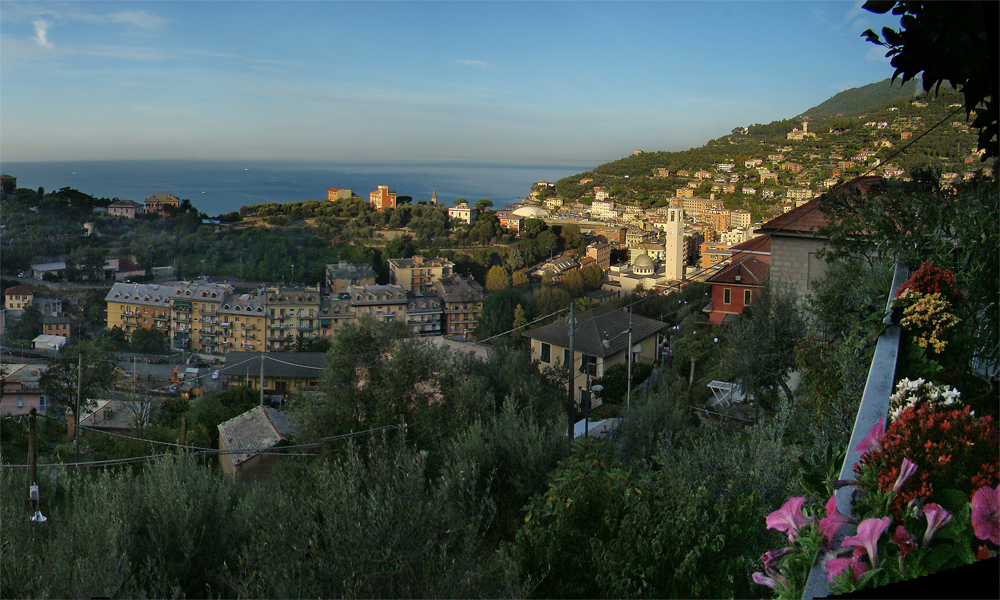
Panoramica sulla cittadina allo spuntar del giorno

### Istruzione

#### Biblioteche
- Biblioteca Civica "Ippolito D'Aste", aperta dal 26 ottobre 2003[14].

#### Scuole
Recco è sede dei seguenti istituti scolastici statali, inerenti al ciclo scolastico della scuola secondaria di secondo grado:
- Liceo Scientifico e Linguistico Statale "Giovanni da Vigo-Nicoloso da Recco", sezione associata agli Istituti siti a Rapallo.[15]

### Musica
- Filarmonica "Gioacchino Rossini" di Recco, fondata nel 1850.
- A Luigi Tenco è intitolata la piazza panoramica sul lato levante della passeggiata a mare. Il cantautore risiedeva con la famiglia a Recco, sul poggio della Bastia[16].

### Cucina

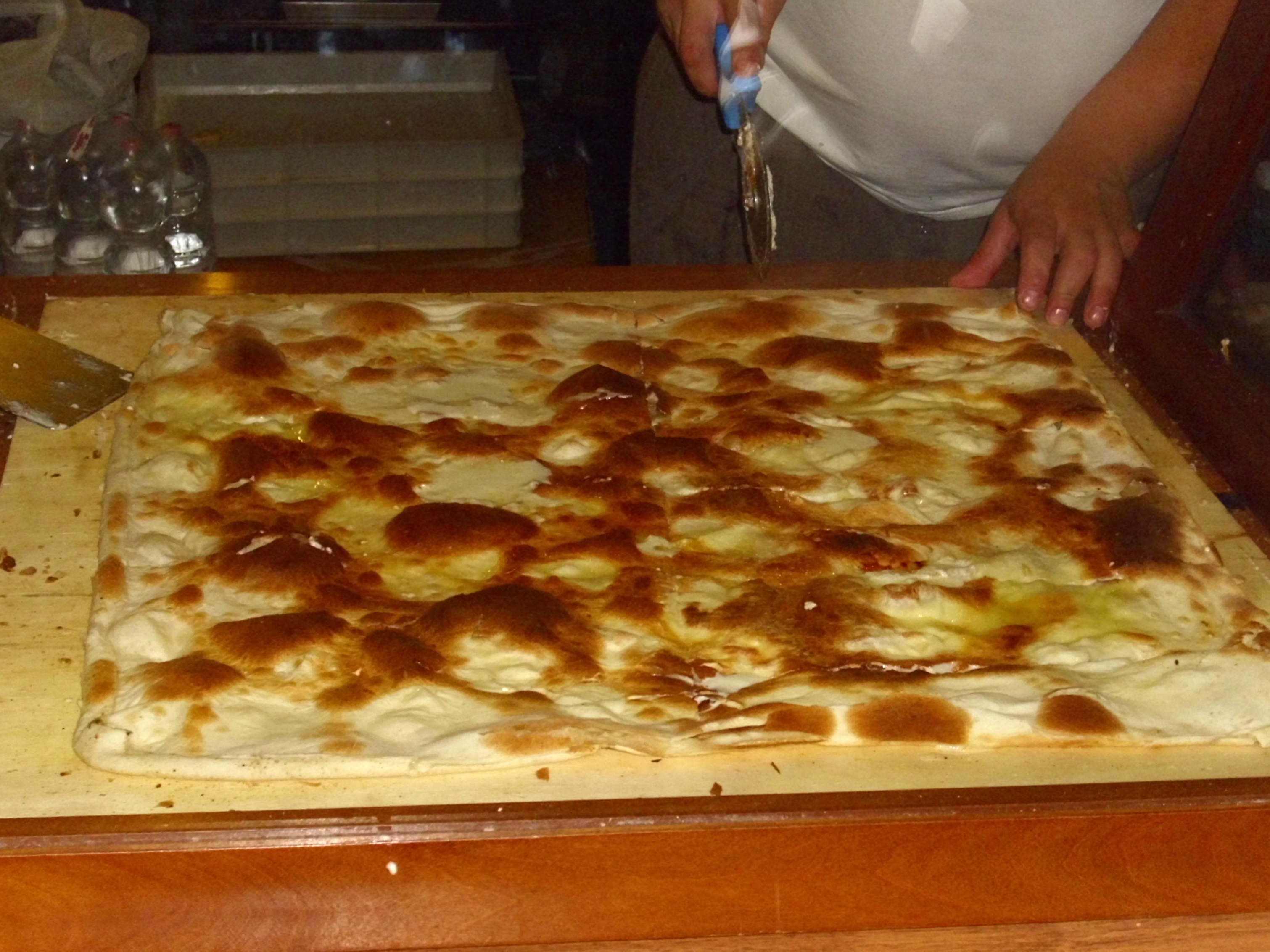
La focaccia con il formaggio di Recco

Recco è da sempre nota e famosa per la sua cucina ricca di specialità tanto dolci quanto salate, alla base di alcuni piatti della gastronomia genovese e ligure, tanto da essersi autodefinita "capitale gastronomica della Liguria".
Tra le specialità tipiche della cittadina sono la nota focaccia con il formaggio di Recco, una specialità che è stata inserita nel registro delle eccellenze alimentari europee con l'I.G.P. (Indicazione geografica protetta), e che si contraddistingue per i suoi ingredienti e per la sua tradizione secolare.
Alcuni altri piatti noti dell'area di Recco sono i pansoti, una pasta ripiena solitamente accompagnata con la salsa di noci, le trofiette al pesto, i corzetti, una pasta circolare con un disegno impresso, e le focaccette al formaggio.

### Eventi

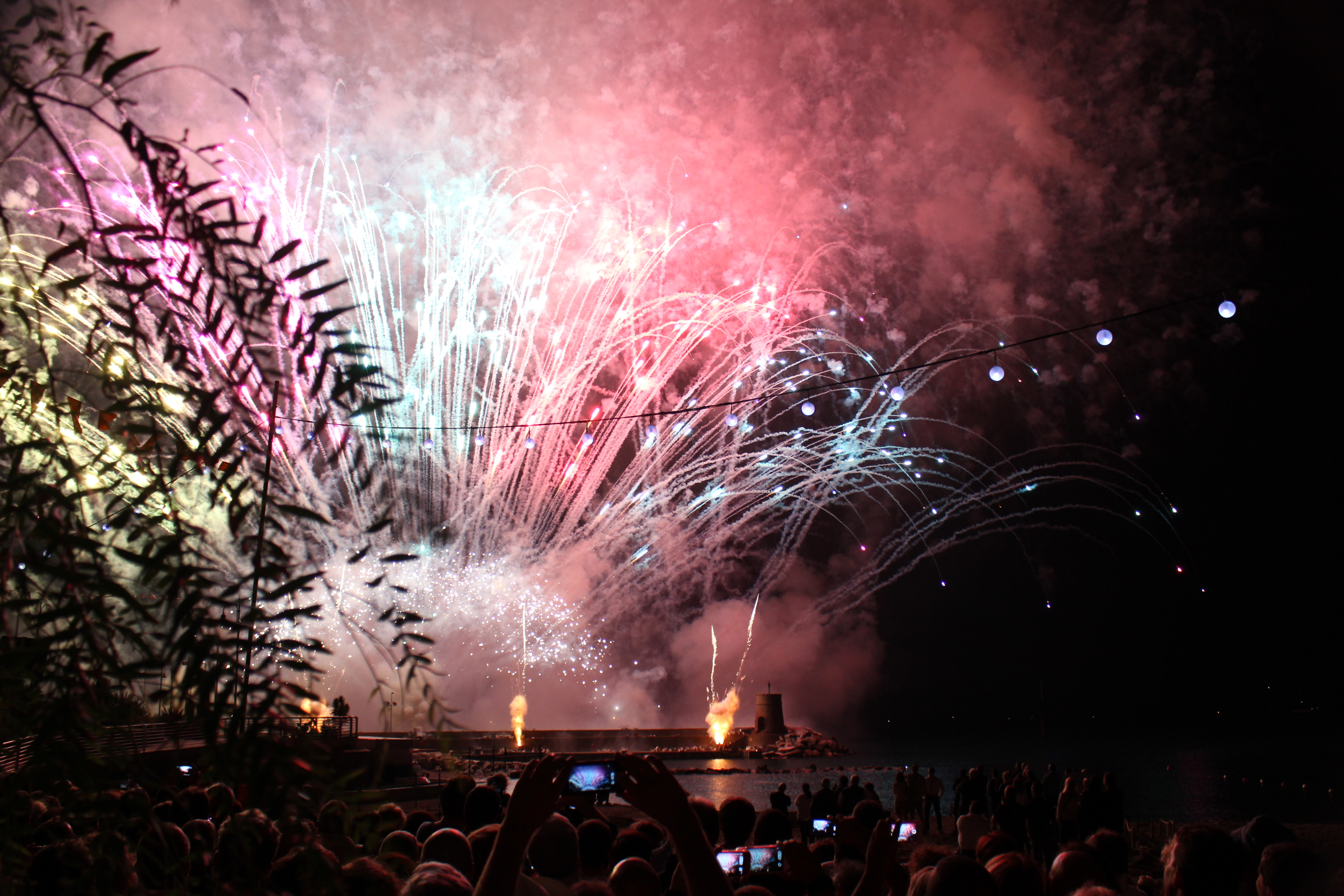
L'edizione 2014 della "Sagra del fuoco"

Il 7 e l'8 settembre vi si tiene la "Sagra del fuoco" che nel 2024 ha celebrato il 200º anniversario dall'incoronazione, una manifestazione in onore della Madonna del Suffragio dove i sette quartieri cittadini (Bastia, Collodari, Liceto, Ponte, San Martino, Spiaggia, Verzemma) allestiscono spettacoli pirotecnici e sparate di antichi mascoli per onorare la santa patrona. Tutto ciò unito a sette stand gastronomici.
Nel mese di dicembre tradizionale è la manifestazione del confuoco (confuego in dialetto genovese); il sindaco della città brucia insieme ai cittadini di Ponte di Legno (BS) l'alloro nella piazza del Municipio. Il pomeriggio culmina con l'accensione dell'immenso abete offerto dalla città gemellata e dalla consegna delle specialità di Ponte di legno.

## Geografia antropica
Il comune è costituito dalle dodici frazioni di Ageno, Carbonara, Collodari, Corticella, Cotulo, Faveto, Liceto, Megli, Mulinetti, Polanesi, San Rocco e Verzemma per un totale di 9,77 km2.
Confina a nord con i comuni di Avegno, a sud è bagnato dal mar Ligure e Camogli, ad ovest con Sori e ad est con Rapallo.

### Quartieri

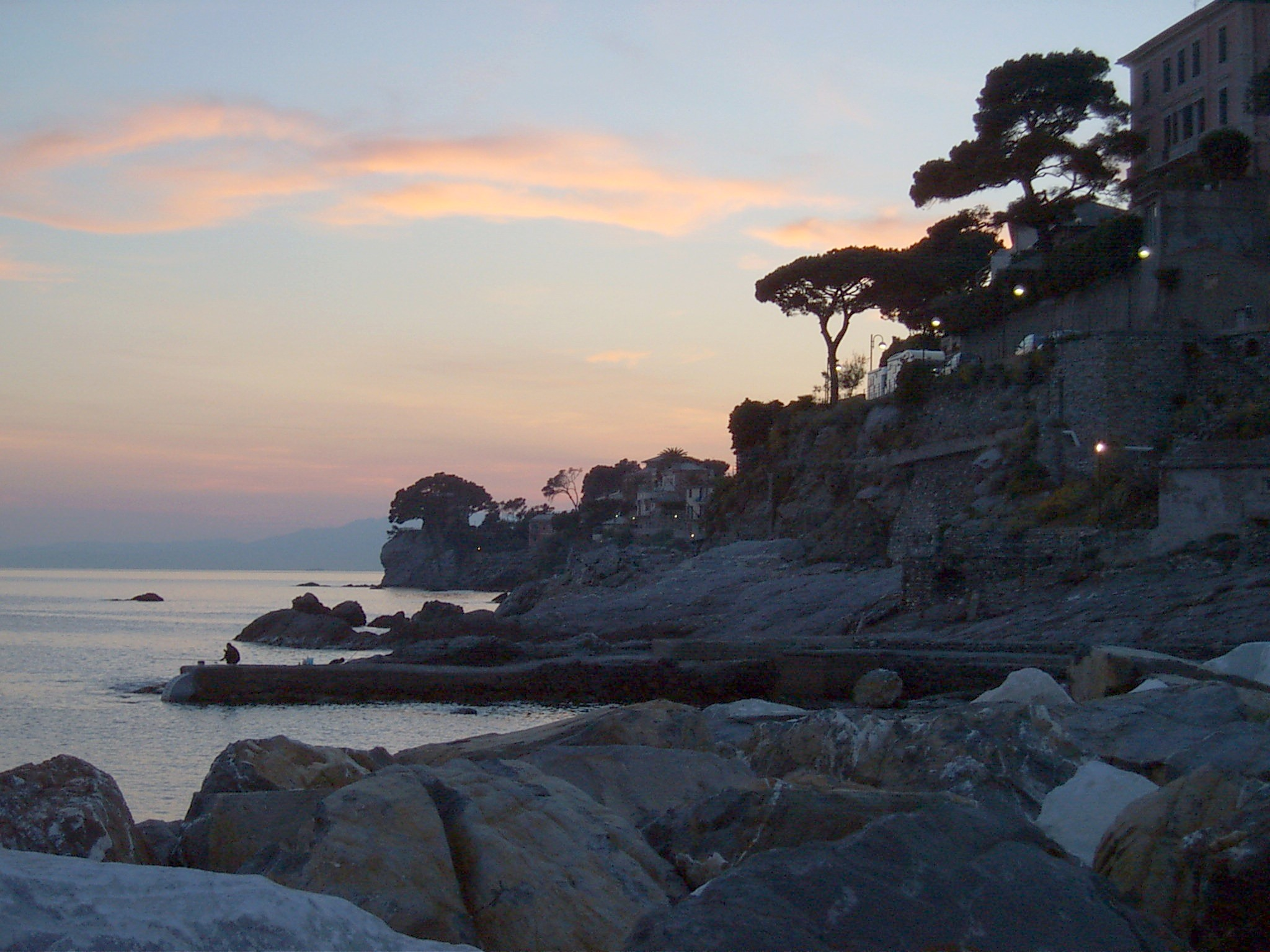
Tramonto sugli scogli al termine a ponente della passeggiata

- Bastia[18]: geograficamente il quartiere è situato nella zona est di Recco, al confine con Camogli. È compreso fra le località di Carbonara e Bastia (dalla quale deriva il nome), immerse nelle alture del levante, e la Treganega Bassa, fiume che sfocia nel golfo recchese. Colore: Bianco.
- Collodari[19]: situato sulle prime alture di Recco, nell'omonima frazione, porta avanti le vecchie tradizioni abbinando di anno in anno nuovi spunti per rendere più avvincente ed entusiasmante la festività. Colore: Azzurro.
- Liceto[20]: comprende la zona est di Recco delimitata a sud dalla stazione, a ovest da via Roma e a nord del torrente Ne; su queste colline, fra secolari castagni, si trova la sua sede, Il Casetto dei Mascoli, donato da Gio Buono Zerega nel 1896. Colore: Verde.
- Ponte: Nato nel 1700 comprende la zona del centro cittadino tra il palazzo comunale e il ponte della ferrovia e la collina di Megli, fino al confine di Sori. Colori: il bianco e il rosso a strisce verticali, colori di Genova, e il suo stemma raffigurante un antico cannone donato al quartiere ed una casetta dove i vecchi membri conservavano polveri e quanto necessario per i festeggiamenti verso Nostra Signora del Suffragio.
- San Martino: comprende tutta la zona cittadina, su entrambi i lati del torrente, intorno al santuario di Nostra Signora del Suffragio, oltre il torrente. Colore: rosso.
- Spiaggia[21]: comprende la zona a mare della città. Ogni anno durante la "Sagra del fuoco" allestisce un grandissimo stand gastronomico, che offre le migliori specialità regionali, ed una focacceria dove viene preparata la famosa focaccia con il formaggio. Colore: giallo.
- Verzemma[22]: Posto sulle alture della vallata di San Rocco, Verzemma è uno dei quartieri più vecchi nella storia delle tradizioni di Recco. Vanto del quartiere è la sparata di mezzogiorno detta "A sparata di Recchelin" per la quale vengono impiegati circa 5000 mascoli ed oltre 50 cannoni. Colore: Bianco e Rosso.

### Frazioni

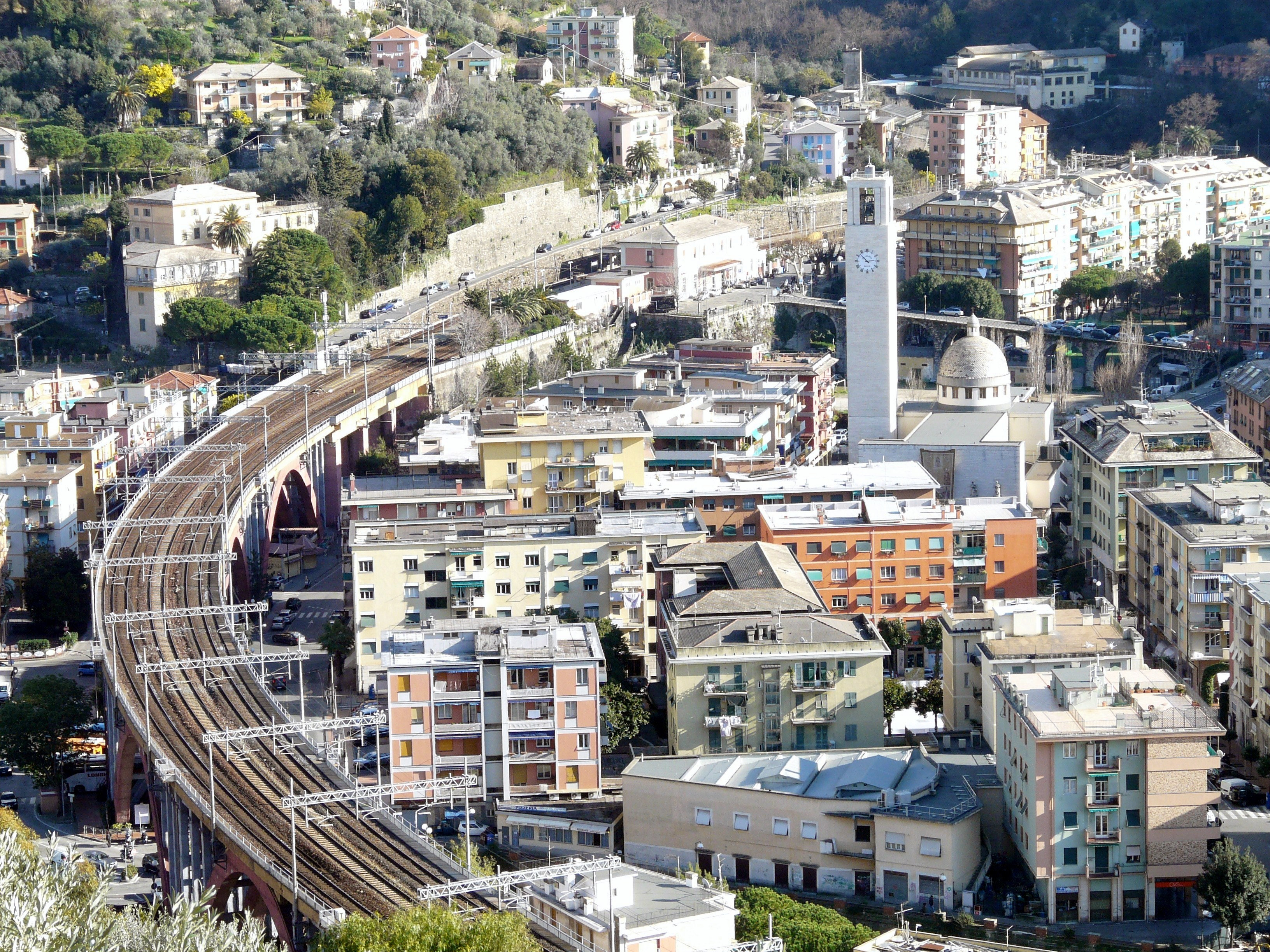
Panorama dalla collina di Megli

- Ageno: piccola frazione in altura, sul lato destro di Recco (guardando il mare) e al di sopra di Megli.
- Carbonara: situata sopra la Via Aurelia dalla parte di Camogli, è esposta ad una vista che comprende tutto il Golfo di Genova da Savona al monte di Portofino.
- Collodari: comprende la parte più interna della città di Recco.
- Corticella: zona rurale "incastrata" fra San Rocco e Collodari, sede di un antico ponte romano sul torrente Recco.
- Cotulo: collina sul lato sinistro di Recco (guardando il mare).
- Faveto: situata sul versante a ponente in altura, tra Megli e Ageno.
- Megli: collina sul lato destro di Recco, comprende anche la via dell'Alloro e via Don Polleri; è la frazione "benestante" di Recco.
- Mulinetti: unica frazione bagnata dal mare, zona di spiagge, scogliere e villette a picco sul mare. La frazione "ricca".
- Polanesi: frazione situata sulla collina più a ponente di Recco, al confine con il comune di Sori.
- San Rocco: dominata dall'omonima chiesa si colloca nella parte interna di Recco sulla provinciale per Uscio.
- Verzemma: situata sul versante a ponente in altura, è la più distante dal centro in linea d'aria e si trova sopra Corticella.
- Liceto: frazione dalla strana conformazione, la più estesa in lunghezza. Infatti parte ai piedi del santuario di Nostra Signora del Suffragio e arriva fino allo sfiato della galleria autostradale.

## Economia
L'economia del comune si basa principalmente sul turismo e sulla piccola e media industria in diversi settori artigianali. Viene praticata inoltre la floricoltura e l'attività agricola con produzioni di uva da vino, frutta e ortaggi.
La località ha ottenuto dalla FEE-Italia (Foundation for Environmental Education) il conferimento della bandiera blu per la qualità delle sue spiagge.

## Infrastrutture e trasporti

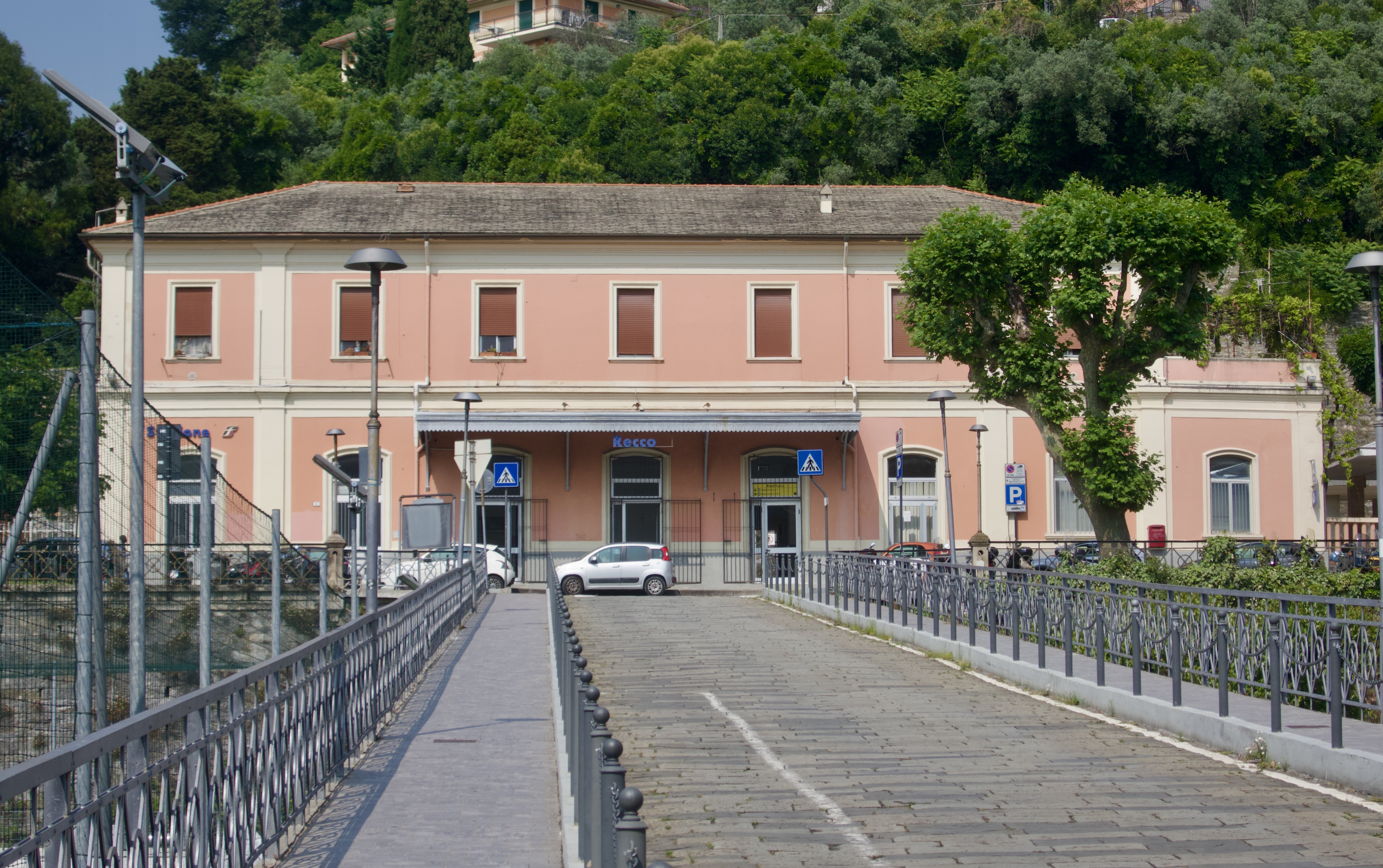
La stazione ferroviaria di Recco

### Strade
Il centro di Recco è attraversato principalmente dalla strada statale 1 Via Aurelia che gli permette il collegamento con Camogli, ad est, e Sori ad ovest.
Inoltre è raggiungibile anche grazie al proprio casello autostradale sull'autostrada A12.
Grazie alla strada provinciale 333 di Uscio è possibile il collegamento costiero con la val Fontanabuona, passando per i comuni di Avegno e Uscio e quindi "ridiscendere" verso la valle fontanina nel territorio di Moconesi. Dalla provinciale 30 vi è la possibilità di raggiungere Camogli lungo la costa.

### Ferrovie
Recco è dotata di una stazione ferroviaria sulla linea Genova-Pisa. Il centro della città è caratterizzato dal ponte ferroviario ad archi in calcestruzzo armato realizzato come ricostruzione del precedente, distrutto dai bombardamenti.
Sulla medesima linea, nel territorio comunale è presente anche una fermata a servizio della frazione Mulinetti, caratterizzata da un servizio più limitato.

### Mobilità urbana
Dai comuni di Genova, Rapallo e Camogli un servizio di trasporto pubblico locale gestito dall'AMT garantisce quotidiani collegamenti bus con Recco e per le altre località del territorio comunale.

## Amministrazione

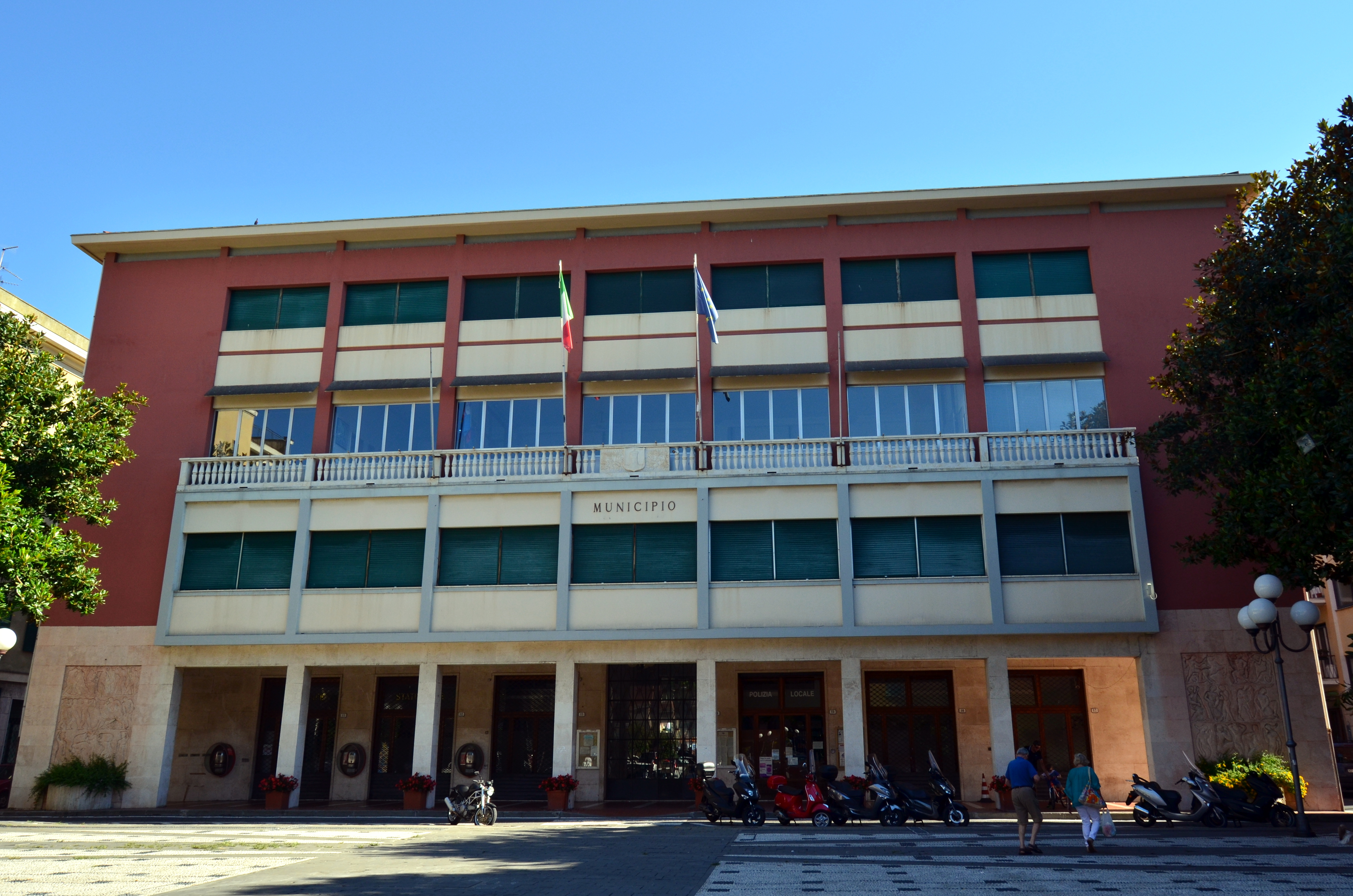
Il palazzo municipale

| Periodo         | Periodo        | Primo cittadino     | Partito                                         | Carica  | Note   |
| --------------- | -------------- | ------------------- | ----------------------------------------------- | ------- | ------ |
| -               | -              | Gian Enrico Massone |                                                 | Sindaco |        |
| -               | -              | Giambattista Costa  |                                                 | Sindaco |        |
| -               | -              | Matteo Beraldo      |                                                 | Sindaco |        |
| -               | -              | Ugo Clerici         |                                                 | Sindaco |        |
| -               | -              | Antonio Ferro       |                                                 | Sindaco |        |
| -               | -              | Giorgio Pesce       |                                                 | Sindaco |        |
| -               | -              | Filippo Picardi     | PSI                                             | Sindaco |        |
| -               | -              | Giorgio Pesce       |                                                 | Sindaco |        |
| -               | -              | Giovanni Carbone    |                                                 | Sindaco |        |
| 29 ottobre 1987 | 26 luglio 1990 | Luciano Port        | DC                                              | Sindaco |        |
| 31 marzo 1990   | 24 aprile 1995 | Giovanni Rainero    | DC                                              | Sindaco |        |
| 24 aprile 1995  | 14 giugno 1999 | Maria Diena         | lista civica di centro-sinistra                 | Sindaco |        |
| 14 giugno 1999  | 14 giugno 2004 | Gian Luca Buccilli  | lista civica di centro-destra                   | Sindaco |        |
| 15 giugno 2004  | 8 giugno 2009  | Gian Luca Buccilli  | lista civica di centro-destra                   | Sindaco |        |
| 8 giugno 2009   | 26 maggio 2014 | Dario Capurro       | PdL                                             | Sindaco |        |
| 26 maggio 2014  | 27 maggio 2019 | Dario Capurro       | Io scelgo Recco (lista civica di centro-destra) | Sindaco |        |
| 27 maggio 2019  | 10 giugno 2024 | Carlo Gandolfo      | Per Recco (lista civica di centro-destra)       | Sindaco | [ 23 ] |
| 10 giugno 2024  | in carica      | Carlo Gandolfo      | Per Recco (lista civica di centro-destra)       | Sindaco | [ 23 ] |

### Gemellaggi
Recco è gemellata con:
- Ponte di Legno, dal 1956.

## Sport

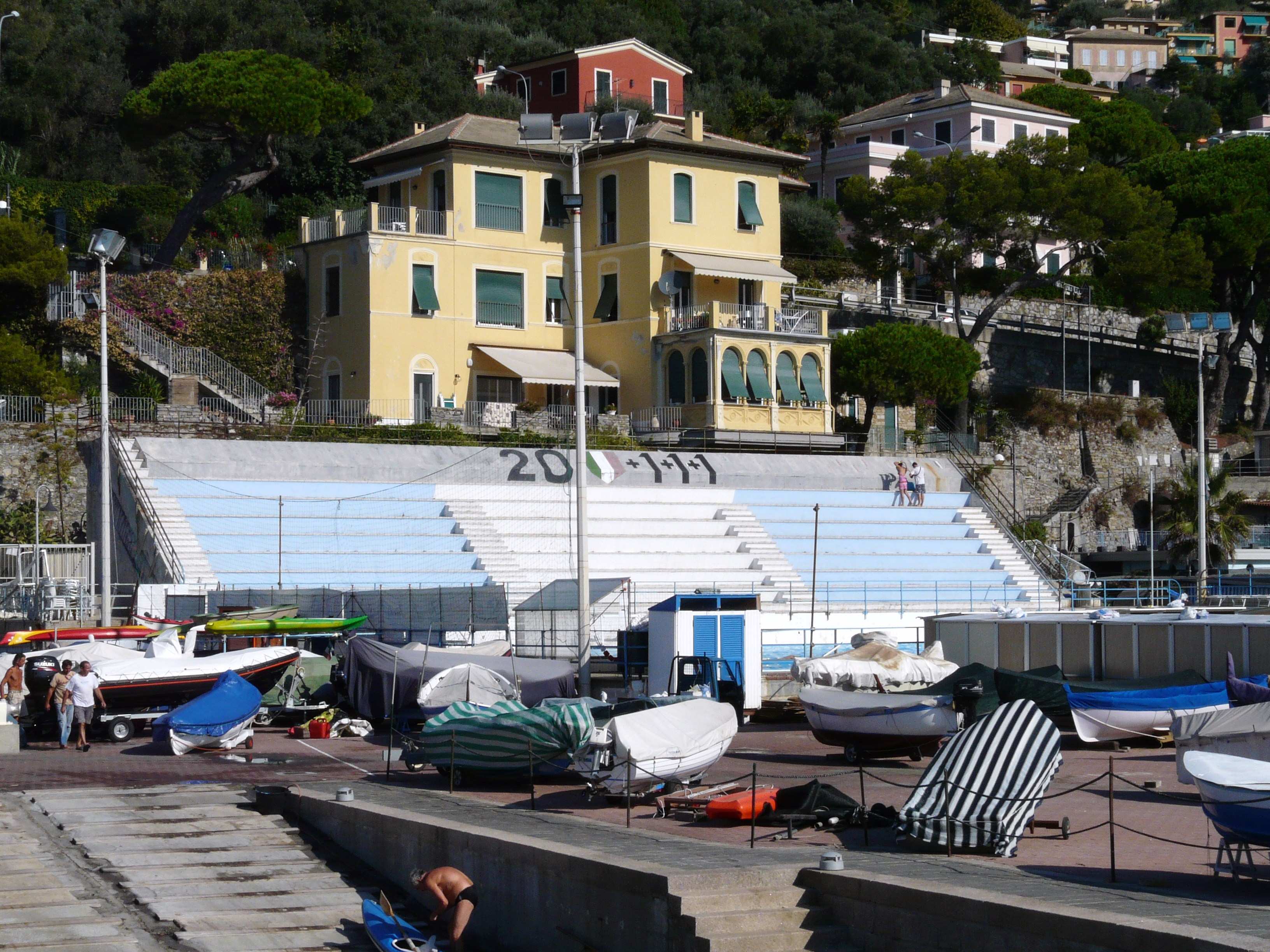
La piscina di Punta Sant'Anna

### Nuoto e pallanuoto
La città è famosa per la sua squadra locale di pallanuoto: la Pro Recco, militante nel campionato maschile di Serie A1 e vincitrice di 37 scudetti (il primo nel 1959, l'ultimo nel 2025), 17 Coppe Italia, 11 Coppe dei Campioni e 9 Supercoppe Europee. Inoltre è l'unica squadra italiana ad aver vinto il grande slam (Campionato, Coppa Italia, Coppa Campioni, Supercoppa Europea); questo traguardo è stato raggiunto nelle stagioni 2006-07, 2007-08, 2011-12, 2021-22 e 2022-23. Il Recco ha vinto anche tre scudetti nel campionato di pallanuoto indoor, uno scudetto e una Coppa Campioni femminile e svariati titoli nel nuoto sincronizzato.

### Rugby
La Pro Recco Rugby milita in Serie A e ha concluso le stagioni 2012/2013, 2014/2015 e 2015/2016 al primo posto, perdendo la finale per la promozione.

### Tennis
La Pro Recco Tennis, che milita in Serie B2 (promossa nel 2021), dove sia nel singolare che in doppio sono stati raggiunti ottimi risultati. È una società dove giocano ragazzi di qualsiasi età fino ad arrivare ai soci più "anziani" del circolo.

### Basket
La Pro Recco Basket milita in serie D e nella stagione 2013/2014 disputa i campionati giovanili Under 15, Under 17 e Under 19.

### Vela
Da ricordare anche lo storico Club Amici Vela e Motore (C.A.V.M) con sede sul lungomare Marinai d'Italia. Fondato nel 1908 ha alle sue spalle una lunga tradizione di marinai che ancora oggi è portata avanti a livello più o meno agonistico da Reccovela,associazione interna al CAVM che riunisce i velisti recchesi.

### Calcio
Storicamente nel 1913 venne fondata una prima società calcistica, la Pro Recco, risultando per oltre un secolo la seconda società calcistica per anzianità dell'intero levante genovese. Da essa, negli anni trenta del Novecento prese nome l'attuale società di pallanuoto.
Nell'estate del 2015 la società, nel tentativo di formare una squadra stabile per tutto il Golfo Paradiso e forte sia dello stadio "San Rocco" sia di un buon settore giovanile al pari della A.S.D. Golfo Paradiso di Sori, si fuse con la A.S.D. CamogliAvegno-Golfo Paradiso di Camogli ed Avegno. Nacque così la A.S.D. Golfo Paradiso Pro Recco Camogli Avegno, iscritta al campionato di Promozione. Il club, dopo una parentesi in Prima Categoria, al termine del campionato 2022-2023 ha raggiunto la promozione in Eccellenza. Altra società di calcio l'A.S.D. Recco 2019 che milita nel campionato di Seconda Categoria.

### Judo
Grandi successi sono stati negli anni ottenuti anche dalla Pro Recco Judo, uno delle migliori realtà nazionali in questa disciplina.